# Cybianthus cruegeri
Cybianthus cruegeri är en viveväxtart som beskrevs av Carl Christian Mez. Cybianthus cruegeri ingår i släktet Cybianthus, och familjen viveväxter. Inga underarter finns listade i Catalogue of Life.